# Simo Choukoud
Mohamed 'Simo' Choukoud (Delft, 1 januari 1999) is een Marokkaans-Nederlands voetballer die als middenvelder speelt.

## Carrière
Simo Choukoud speelde in de jeugd van VV Quintus, ADO Den Haag en Feyenoord. In 2018 vertrok hij naar het Cypriotische Paphos FC, wat uitkomt in de A Divizion. Hij debuteerde voor Paphos op 2 december 2018, in de met 3-2 verloren uitwedstrijd tegen Doxa Katokopia.

### Statistieken
| Seizoen                     | Club           | Land           | Competitie     | Competitie | Competitie | Beker | Beker | Totaal | Totaal |
| Seizoen                     | Club           | Land           | Competitie     | Wed.       | Dlp.       | Wed.  | Dlp.  | Wed.   | Dlp.   |
| --------------------------- | -------------- | -------------- | -------------- | ---------- | ---------- | ----- | ----- | ------ | ------ |
| 2018/19                     | Paphos FC      | Cyprus         | A Divizion     | 2          | 0          | 0     | 0     | 2      | 0      |
| Carrièretotaal              | Carrièretotaal | Carrièretotaal | Carrièretotaal | 2          | 0          | 0     | 0     | 2      | 0      |
| Bijgewerkt op 11 maart 2019 |                |                |                |            |            |       |       |        |        |